# Sanandaj (shahrestan)
Sanandaj (سنندج), eller Sine (سنه), officiellt Shahrestan-e Sanandaj (شهرستان سنندج), är en delprovins (shahrestan) i Iran. Den ligger i provinsen Kurdistan, i den nordvästra delen av landet. Administrativt centrum är staden Sanandaj.
Delprovinsen hade 501 402 invånare 2016.